# Natalia Alfaro
Natalia Alfaro (geboren 8. April 1987 in Heredia) ist eine costa-ricanische Beachvolleyballspielerin.

## Karriere
Alfaro absolvierte 2005 mit Ingrid Morales ihr erstes Open-Turnier der FIVB World Tour in Acapulco. 2011 erreichten Alfaro/Morales bei der NORCECA-Meisterschaft den dritten Rang. 2013 absolvierten sie noch einige Turniere der kontinentalen Tour, bevor Alfaro ein neues Duo mit Karen Cope Charles bildete. 2015 nahmen Alfaro/Charles an der Weltmeisterschaft in den Niederlanden teil und schieden als Gruppenletzte in der Vorrunde aus. Kurz darauf wurden sie Achte bei den Panamerikanischen Spielen. Im Oktober 2015 absolvierten sie ihr erstes gemeinsames Open-Turnier in Puerto Vallarta. 2016 folgten weitere Auftritte bei den Maceió und Vitória Open sowie beim Grand Slam in Rio de Janeiro. Beim Continental Cup setzten sich Alfaro/Charles gegen die NORCECA-Konkurrenz durch und qualifizierten sich für die Olympischen Spiele. Hier schieden sie sieglos nach der Vorrunde aus. Auch bei der Weltmeisterschaft 2017 in Wien blieben Alfaro/Charles ohne Sieg.